# دلیلر، ساعتلی
دلیل‌لر (به ترکی آذربایجانی: Dəlilər) یک منطقه مسکونی در جمهوری آذربایجان است که در شهرستان ساعتلی واقع شده است. دلیلر ۱۹۳۵ نفر جمعیت دارد.